# Група з операторами
Група з операторами(чи Ω-група) — в абстрактній алгебрі це алгебрична структура, що є групою з множиною Ω, яка діє на елемпенти групи.
Група з операторами вивчалась Еммі Нетер і її учнями в 1920-их. Вона використала її в теоремах про ізоморфізми. 

## Визначення
Група з операторами {\displaystyle (G,\Omega )} це група {\displaystyle G=(G,\cdot )} з дією множини {\displaystyle \Omega } на {\displaystyle G}:
{\displaystyle \Omega \times G\rightarrow G:(\omega ,g)\mapsto g^{\omega }}
що є дистрибутивною до операції групи:
{\displaystyle (g\cdot h)^{\omega }=g^{\omega }\cdot h^{\omega }.}
Для кожного {\displaystyle \omega \in \Omega }, операція {\displaystyle g\mapsto g^{\omega }} є ендоморфізмом G. Отже Ω-група може розглядатись як група G з індексованим сімейством {\displaystyle \left(u_{\omega }\right)_{\omega \in \Omega }} ендоморфізмів G.
{\displaystyle \Omega } називається областю визначення операторів. асоційовані ендоморфізми називаються гомотетіями G.
Для двох груп G, H з однаковою {\displaystyle \Omega },  гомоморфізм груп з операторами це гомоморфізм груп {\displaystyle \phi :G\to H}, що задовільняє
{\displaystyle \phi \left(g^{\omega }\right)=(\phi (g))^{\omega }} для всіх {\displaystyle \omega \in \Omega } та {\displaystyle g\in G.}
Підгрупа S в G називається стабільною підгрупою, {\displaystyle \Omega }-підгрупою чи {\displaystyle \Omega }-інваріантною підгрупою якщо вона зберігає гомотетії, тобто:
{\displaystyle s^{\omega }\in S} для всіх {\displaystyle s\in S} та {\displaystyle \omega \in \Omega .}

## Теорія категорій
В теорії категорій, група з операторами може бути визначена як об'єкт категорії функторів GrpM, де M — моноїд (тобто категорія з одним об'єктом), а Grp — категорія груп.
Морфізм в цій категорії, це натуральне перетворення між двома функторами (тобто, дві групи з операторами мають одну й ту ж саму область визначення операторів M).
Група з операторами також є відображенням
{\displaystyle \Omega \rightarrow \operatorname {End} _{\mathbf {Grp} }(G),}
де {\displaystyle \operatorname {End} _{\mathbf {Grp} }(G)} є множиною ендоморфізмів групи G.

## Приклади
- Довільна група G, (G, ∅) є групою з операторами.
- module M над кільцем R, R задає кратність (множення на скаляр) для елементів абелевої групи M, тому (M, R) є групою з операторами.
- Як частковий випадок попереднього: векторний простір над полем k є групою з операторами (V, k).